# Mikiah Brisco
Mikiah Janee Brisco (Baton Rouge, 14 luglio 1996) è una velocista statunitense, medaglia d'argento ai Mondiali indoor nei 60 metri piani.

## Palmarès
| Anno | Manifestazione              | Sede      | Evento     | Risultato  | Prestazione | Note                          |
| ---- | --------------------------- | --------- | ---------- | ---------- | ----------- | ----------------------------- |
| 2013 | Mondiali U18                | Donec'k   | 100 m hs   | Bronzo     | 13"29       | Miglior prestazione personale |
| 2015 | Campionati panamericani U20 | Edmonton  | 4×100 m    | Oro        | 43"79       |                               |
| 2019 | World Relays                | Yokohama  | 4×100 m    | Oro        | 43"27       |                               |
| 2022 | Mondiali indoor             | Belgrado  | 60 m piani | Argento    | 6"99        | Miglior prestazione personale |
| 2024 | Mondiali indoor             | Glasgow   | 60 m piani | 5ª         | 7"08        |                               |
| 2025 | Mondiali indoor             | Nanchino  | 60 m piani | Semifinale | 7"19        |                               |
| 2025 | World Relays                | Guangzhou | 4x100 m    | 4ª         | 42"38       |                               |

## Altre competizioni internazionali
2019
- 9ª agli Meeting Rabat ( Rabat), 100 m - 11"47

2021
- 6ª al New Balance Indoor Grand Prix ( New York), 60 m - 7"21

2022
- Argento al Millrose Games ( New York), 60 m - 7"15
- Oro al New Balance Indoor Grand Prix ( New York), 60 m - 7"07
- 4ª al British Grand Prix ( Birmingham), 100 m - 11"25

2023
- Argento al New Balance Indoor Grand Prix ( Boston), 60 m - 7"10
- 4ª al Millrose Games ( New York), 60 m - 7"13

## Campionati nazionali
- 2 volte campionessa nazionale statunitense dei 60 metri piani (2020, 2022)

2020
- Oro ai campionati statunitensi indoor (Albuquerque), 60 m - 7"04

2022
- Oro ai campionati statunitensi indoor (Spokane), 60 m - 7"07

2023
- 4ª ai campionati statunitensi indoor (Albuquerque), 60 m - 7"12